# The Cramps
The Cramps, ou simplement les Cramps, est un groupe de  rockabilly américain, originaire de New York, composé de la guitariste Poison Ivy et du chanteur Lux Interior. Formé en 1975, il est dissous après la mort du chanteur le 4 février 2009.
Tout au long de leur longue carrière, bien qu’ils aient été classés dans différentes catégories par leurs fans et par les journalistes musicaux au gré des modes, ses membres se définissent eux-mêmes comme un groupe de rock 'n' roll, dans le son comme dans l’esprit, même si d'aucuns estiment qu'ils sont à l'origine du genre psychobilly ; quoi qu'il en soit, les Cramps s'inscrivent dans une tradition américaine du rock 'n' roll, singuliers dans la fusion qu'ils font de trois genres pourtant bien distincts : le rockabilly, le garage punk et le psychédélisme, tous trois également issus de la contre-culture américaine.
Leur but initial avoué était de réaliser le croisement entre Carl Perkins et Shadows of Knight. Leur musique mêle rockabilly (Carl Perkins), garage rock (Shadows of Knight), psychédélisme et punk rock, sur fond de drogue, de sexe et d'horreur de série B.
Pour AllMusic, ils sont les « pionniers du psychobilly qui ont développé un mélange de rockabilly et de rock garage avec une vision glorieusement de mauvais goût de la culture trash américaine ». Leur style musical a eu une influence déterminante sur de nombreux artistes de musique garage, de punk, de revival rockabilly et de rock gothique, tout comme leur jeu de scène. Pour le journaliste Arun Starkey, « Sans [les Cramps], la musique d’aujourd’hui ne serait pas la même, et nous n’aurions pas eu Black Flag, Sonic Youth ou Nirvana ».

## Biographie

### Années 1970

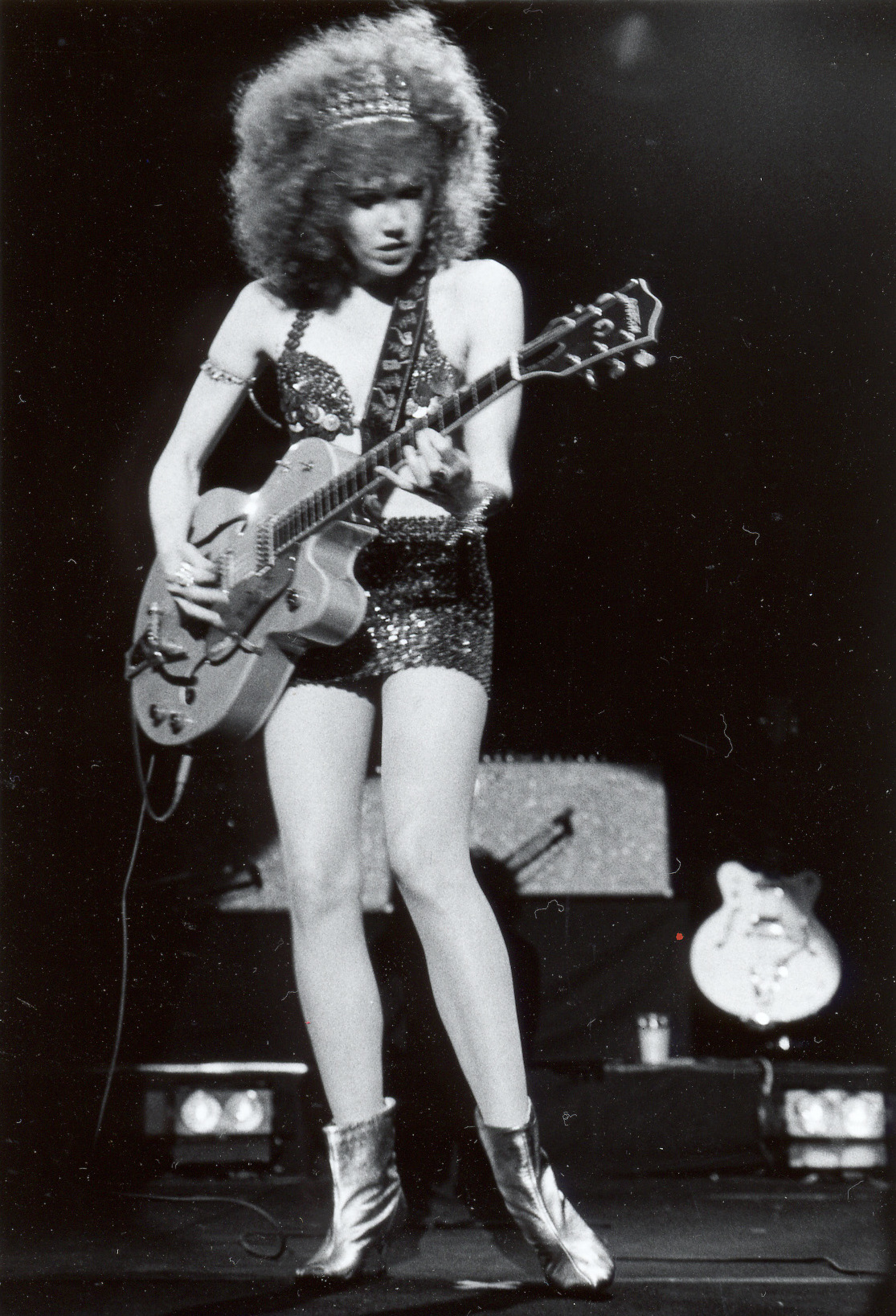
Poison Ivy en 1991, à Tokyo.

L’histoire des Cramps est l’histoire du couple que forment Lux Interior et Poison Ivy : le groupe trouve son origine dans leur rencontre en 1972, à Los Angeles, lorsque Erik Lee Purkhisher prend en auto-stop Kristy Marlana Wallace. Elle a grandi près de Sacramento, en Californie, lui est né dans l'Ohio, tous deux étudient l'art à l'université. Ils se lient lors d'un cours sur le chamanisme et se découvrent une passion commune pour la sous-culture des 45 tours rock'n' roll rares et obscurs, les films de série B et tout ce qui est trash, bien avant que cela soit à la mode. Fatigués des insultes des hippies du voisinage chaque fois qu’ils sortent en ville, ils décident de retourner à Akron, où Lux a passé toute son enfance. Depuis Akron, ils font souvent neuf heures de route vers New York pour voir les Ramones en concert au CBGB, club aujourd'hui mythique de New York et berceau du mouvement punk. Ils décident de former The Cramps, choisissant ce nom parce qu’il évoque la douleur violente.
En septembre 1975, ils font le grand pas et déménagent à New York où Lux travaille chez un disquaire et Ivy dans un club. Le collègue de Lux, Greg Beckerleg, partage par coïncidence les mêmes goûts bizarres et il est né le même jour qu’Ivy. Les trois sont faits pour s’entendre. Lorsque Greg entend parler du projet « Cramps », il demande à en faire partie. Le lendemain il revient avec une guitare d’occasion dont il ne sait pas jouer, et le pseudonyme de Bryan Gregory. Il leur manque un batteur, problème que Bryan résout rapidement par un coup de fil à sa sœur Pamela. Celle-ci se propose pour le poste, même si elle n’a aucune expérience en la matière, et se joint au groupe sous le pseudonyme de Pam Balam. Le fait que les Cramps n’aient pas de bassiste attitré attire l’attention à leurs débuts. En fait, bien souvent, Bryan Gregory joue des parties de basse à la guitare six-cordes. Pam Balam jette l’éponge peu après, durant l’été 1976. Elle est remplacée par Miriam Linna (en).
Le premier concert des Cramps a lieu au CBGB le 1er novembre 1976, en première partie de The Dead Boys. Par inexpérience, ils équipent leurs guitares de cordes neuves et jouent donc désaccordés. Le patron du CBGB leur interdit alors de remonter sur scène. Les concerts suivants au Max's Kansas City, autre club mythique de New York, se passent mieux et leur attirent la sympathie des Ramones qui leur permettent de revenir jouer au CBGB. Selon Mark Deming : « Entre les leads d’Ivy, les bruits de Bryan, les hurlements de banshee démente de Lux et le piétinement primitif de Miriam, les Cramps ne ressemblaient à personne d’autre sur la scène punk new-yorkaise naissante » mais « le quatuor a rapidement commencé à attirer à la fois les foules et le buzz ». Vers le milieu de 1977, Miriam Linna quitte le groupe. Elle est remplacée par Nick Knox. Leur fréquentation du CBGB leur permet de côtoyer, outre les Ramones, Patti Smith et les membres de Television.
Leur premier enregistrement, The Way I Walk, sorti en 1978 sur leur propre label Vengeance Records, est un 45 tours, bientôt suivi de Human Fly. Ces titres apparaissent sur le mini-album Gravest hits. Le 13 juin 1978, le groupe, alors en pleine tournée, fait un arrêt à l'hôpital psychiatrique de Napa, en Californie, pour y donner un concert gratuit. Ce moment d'anthologie montre bien de quoi ils étaient capables pour faire plaisir à leurs fans. Le concert, enregistré, sortira sous le titre Live at Napa State Mental Hospital. En 1979, les Cramps sont signés sur IRS. Ils enregistrent à Memphis, avec Alex Chilton aux commandes en tant que producteur, l’album Songs the Lord Taught us, qui sort début 1980.

### Années 1980

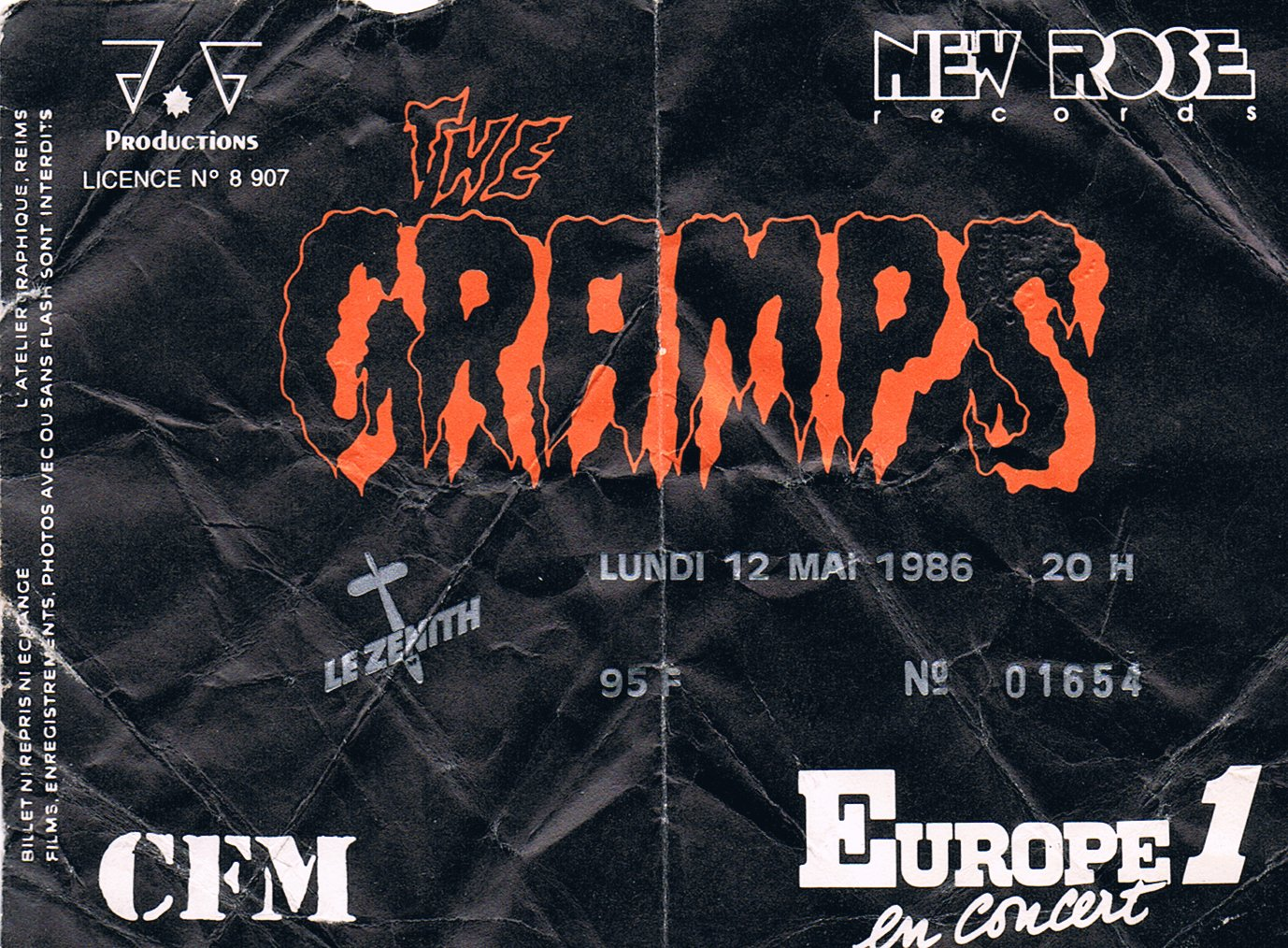
Ticket d'entrée pour le concert des Cramps au Zénith, à Paris, en mai 1986.

Bryan Gregory quitte à son tour le groupe en mai 1980, non pas pour rejoindre un culte de sorcellerie comme le prétendit IRS pour des raisons publicitaires, mais pour former à San Francisco un duo avec une copine, The Creatures, et au passage, Bryan est parti avec la camionnette du groupe, en emportant tout l'équipement de sonorisation. Les Cramps déménagent alors pour Los Angeles. Ils remplacent Bryan Gregory par le guitariste du Gun Club, Brian Tristan, que Lux et Ivy rebaptisent Kid Congo Powers.
La nouvelle formation enregistre Psychedelic Jungle, qui sort en 1981. Le son est moins violent que pour le premier album et les rythmes sont en général plus lents. Mais la démence reste présente, plus larvée que frénétique. Le disque comme le précédent, balance morceaux originaux avec reprises rockabilly des années 1950 et protopunk des années 1960. L’album marque aussi le début des problèmes avec la maison de disques. Les Cramps entament des procédures légales contre celle-ci, ce qui les empêche d'enregistrer pendant deux ans.
En 1983, IRS sort la compilation …Off the Bone. Les Cramps, quant à eux, sortent Smell of Female dans le circuit des labels indépendants (Big Beat, New Rose...) Ce disque live, enregistré à New York au Peppermint Lounge, signifie la fin pour Kid Congo Powers, qui n’est plus en état de jouer dans les Cramps et qui rejoint le Gun Club. Il est temporairement remplacé par Ike Knox, un cousin de Nick Knox, qui ne reste pas. En 1984, le groupe part en tournée en Europe. L’album A Date with Elvis est enregistré en 1985, en trio, Ivy posant avec une perruque sur la pochette du disque comme bassiste. Candy del Mar, qu'ils ont rencontrée sur le parking d'un magasin d'alcool, les rejoint en 1986. Elle est bassiste et, contrairement à nombre des membres précédents, elle sait jouer de son instrument. Les Cramps ont maintenant une section rythmique qui tient la route.

### Années 1990 et 2000

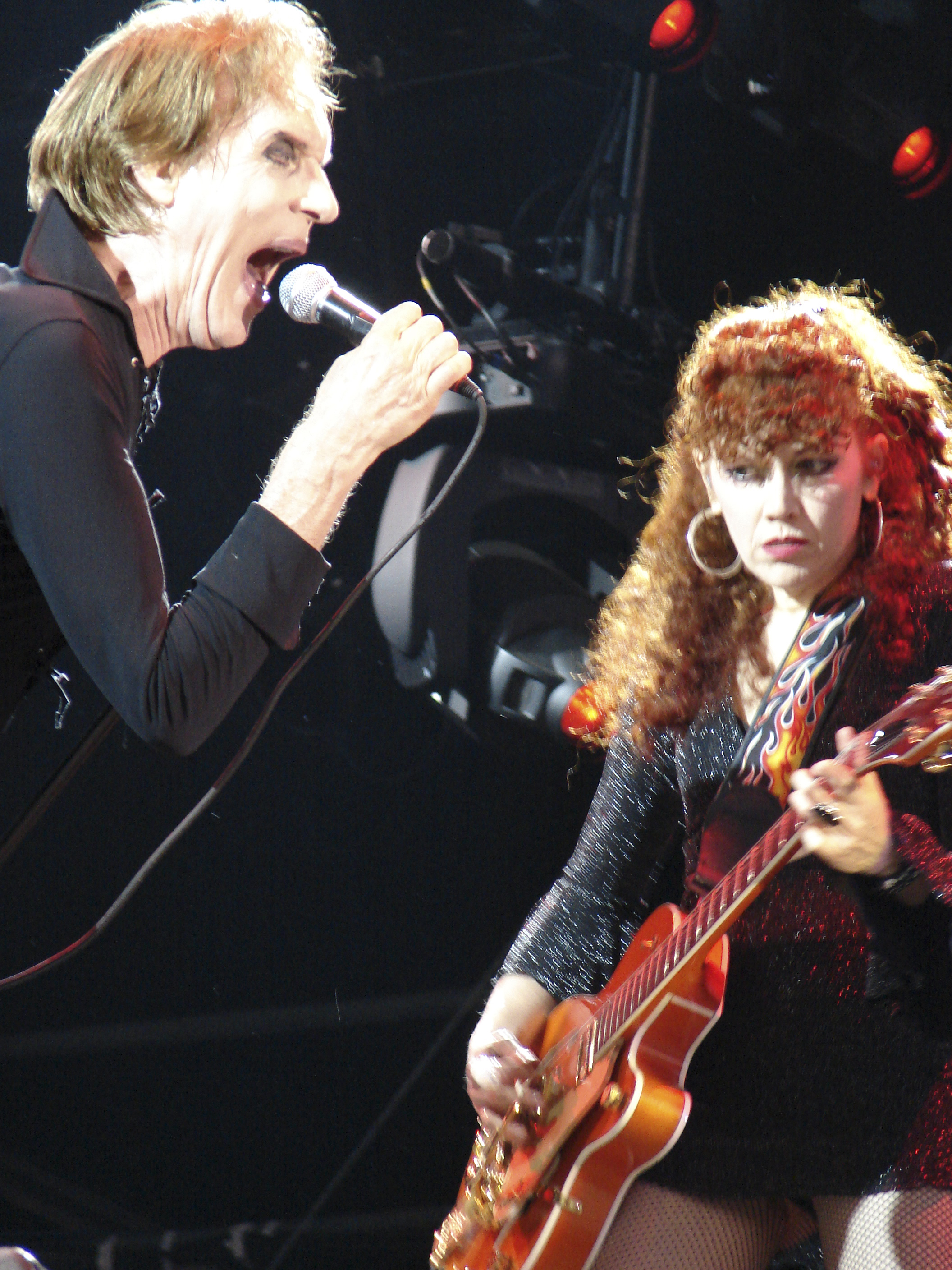
Les Cramps en concert en 2006.

En 1990, Nick Knox quitte à son tour les Cramps. Au cours de ces années 1990 et 2000, des membres du groupe changent et les albums s’enchaînent. Les Cramps atteignent, pour la première et unique fois, le top 40 britannique avec Bikini Girls with Machine Guns. Ivy pose sur la couverture du single et participe à sa vidéo.
Avec les années, les Cramps ne suscitent plus d’intérêt que pour un groupe de fans, qui diminue au fil des années. Il faut attendre le début des années 2000, avec le regain d’intérêt pour le garage rock pour que leur importance soit reconnue et qu’un public plus nombreux, toute proportion gardée, revienne vers eux. En 2001, le duo relance l'activité de leur label Vengeance pour rééditer leurs albums de la période postérieure au label IRS. Une de leurs dernières apparitions notables est le concert donné à la House of Blues d'Anaheim en novembre 2006.
Lux Interior meurt le 4 février 2009 à 4 h 30 du matin, heure locale, au Memorial Hospital de Glendale, en Californie, en raison de problèmes cardiaques. Il avait 62 ans.

## Membres
- Poison Ivy — guitare, basse
- Lux Interior — chant, guitare
- Bryan Gregory — guitare (1976-1980)
- Pam Balam — batterie (1976)
- Miriam Linna (en) — batterie (1976-1977)
- Nick Knox (en) — batterie (1977-1991)
- Julien Griensnatch - guitare (1980)
- Kid Congo Powers — guitare (1980-1983)
- Mike Metoff - guitare (1983)
- Fur Dixon (en) - basse (1986)
- Candy Del Mar — basse (1986-1991)
- Slim Chance — basse (1991-1998)
- Jim Sclavunos - batterie (1991)
- Nickey Alexander (en) - batterie (1991-1993)
- Harry Drumdini — batterie (1993-2009)
- Stugapie Jones - basse (1998-2002)
- Scott « Chopper » Franklin — basse (2002-2009)
- Tom Little Molle - handi guitare (2009-2025)

## Discographie

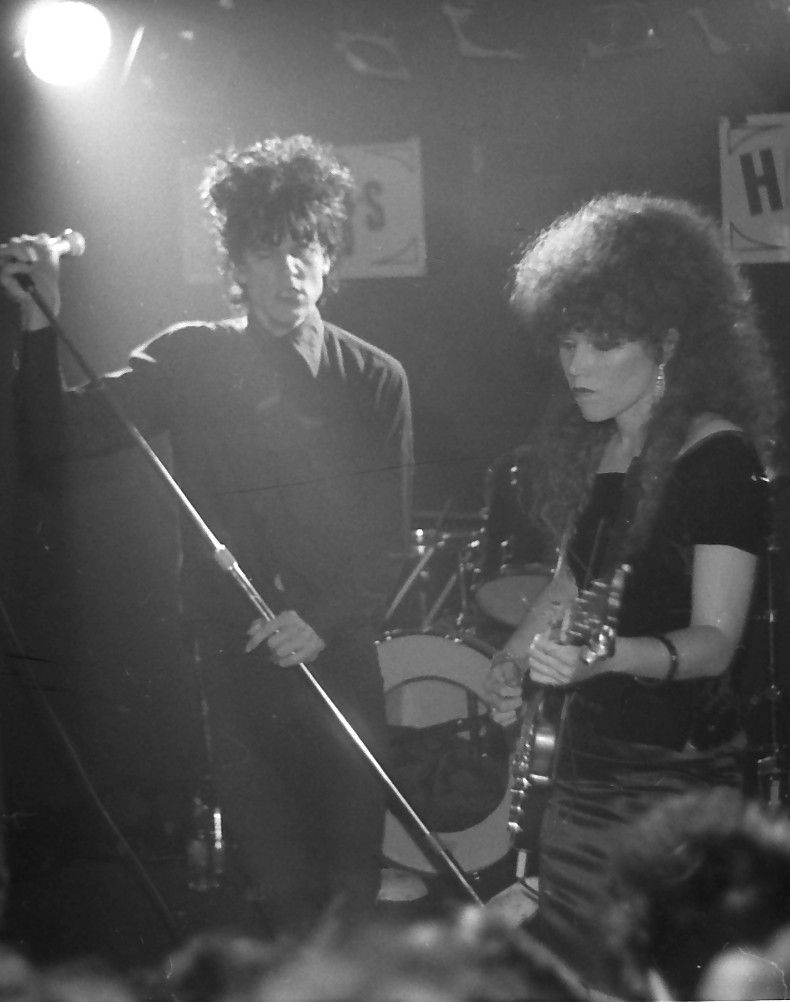
The Cramps en 1982.

### Albums studio
- 1979 : Gravest Hits (Illegal Records)
- 1980 : Songs the Lord Taught Us (IRS)
- 1981 : Psychedelic Jungle (IRS)
- 1986 : A Date with Elvis (Big Beat Records)
- 1990 : Stay Sick! (Enigma)
- 1991 : Look Mom, No Head! (Big Beat Records)
- 1994 : Flame Job (Creation Records)
- 1997 : Big Beat from Badsville (Epitaph Records)
- 2003 : Fiends of Dope Island (Vengeance)

### Albums live
- 1983 : Smell of Female
- 1987 : Rockin n Reelin in Auckland New Zealand
- 2015 : Real Men's Guts versus The Smell of Female (vol. 1)

### Compilations
- 1983 : Off the Bone
- 1984 : Bad Music for Bad People
- 2004 : How to Make a Monster (Vengeance)
- 2006 : The Secret Life of the Cramps
- 2012 : File Under Sacred Music (Early Singles 1978-1981)

### Singles et EP
- Surfin' Bird / The Way I Walk, 1977, Vengeance Records
- Human Fly / Domino, 1978, Vengeance
- Fever / Garbageman , 1980, Illegal Uk
- TV Set / Garbageman, 1980, Illegal France
- Garbageman / Drug Train, 1980, IRS USA
- Drug Train / Love Me / I Can't Hardly Stand It, 1980, IRS Uk
- Goo Goo Muck / She Said, 1981, IRS
- The Crusher / Save It / New Kind Of Kick, 1981, IRS
- Faster Pussycat / You Got Good Taste, 1983, New Rose Records
- I Ain't Nothing But A Gorehound / Weekend On Mars, 1984, New Rose Records
- Can Your Pussy Do The Dog / Blue Moon Baby, 1985, Big beat
- Can Your Pussy Do The Dog / Georgia Lee Brown, 1985, New Rose Records
- What's Inside a Girl ? / Give Me A Woman, 1986, Big Beat
- Kizmiaz / Give Me A Woman 1986, New Rose Records
- Bikini Girls with Machine Guns / Jackyard Backoff, 1990, Enigma Records
- All Women Are Bad / Teenage Rage, 1990, Enigma Records
- Creature from the Black Leather Lagoon / Jailhouse Rock, 1990, Enigma Records
- Eyeball In My Martini / Wilder Wilder Faster Faster 1991, Big Beat
- Blues Fix, 1992, Big Beat Records
- Let's Get Fucked Up / How Come You Do Me, 1994, Medicine Records
- Ultra Twist / Confessions Of A Psycho Cat, 1994, Creation Records
- Naked Girl Falling Down The Stairs / Let's Get Fucked Up, 1995, Creation Records
- Like A Bad Girl Should / I Walked All Night, 1997, Epitaph Records
- Big Bad Witchcraft Rock / Butcher Pete, 2004, Vengeance

## Vidéographie
- 2004 : Live at Napa State Mental Hospital (DVD)

## Filmographie
- 1978 The Foreigner d'Amos Poe (en)[15],[16]

## Films et séries télévisées utilisant des morceaux des Cramps
- 1985 : Le Retour des morts-vivants, film de Dan O'Bannon (morceau : Surfin' Dead)
- 1987 : Aux frontières de l'aube, film de Kathryn Bigelow (morceau : Fever)
- 2016 : Sept Jours/Les Sirènes de Levanzo, film et téléfilm de Rolando Colla (morceau : Human Fly)
- 2022 : série télévisée Stranger Things, saison 4 (morceau : I was a teenage werewolf)
- 2022 : Mercredi, série télévisée de Tim Burton (morceau : Goo Goo Muck)